# Eduard Schlagintweit

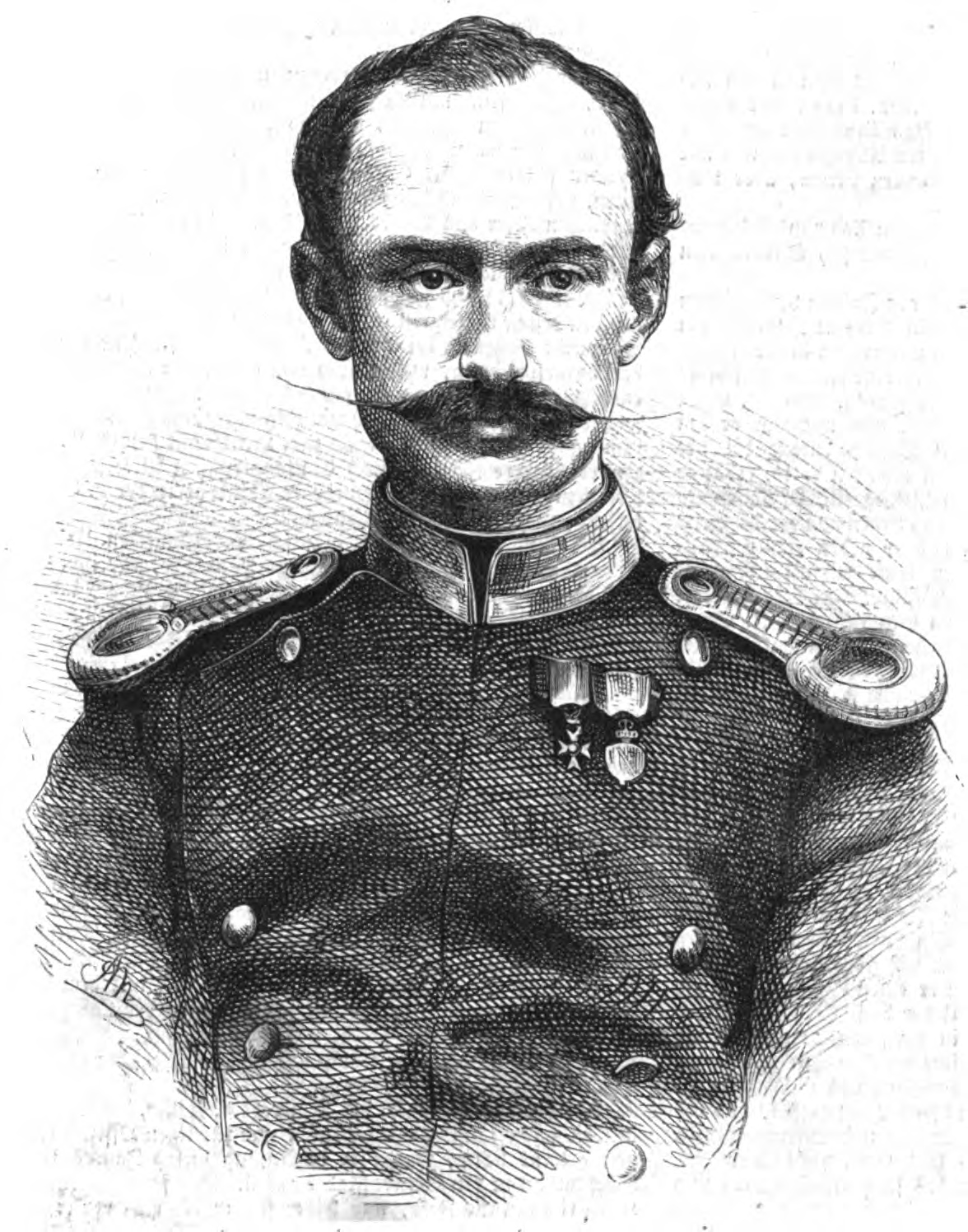
Eduard Schlagintweit. Grafik von Adolf Neumann.

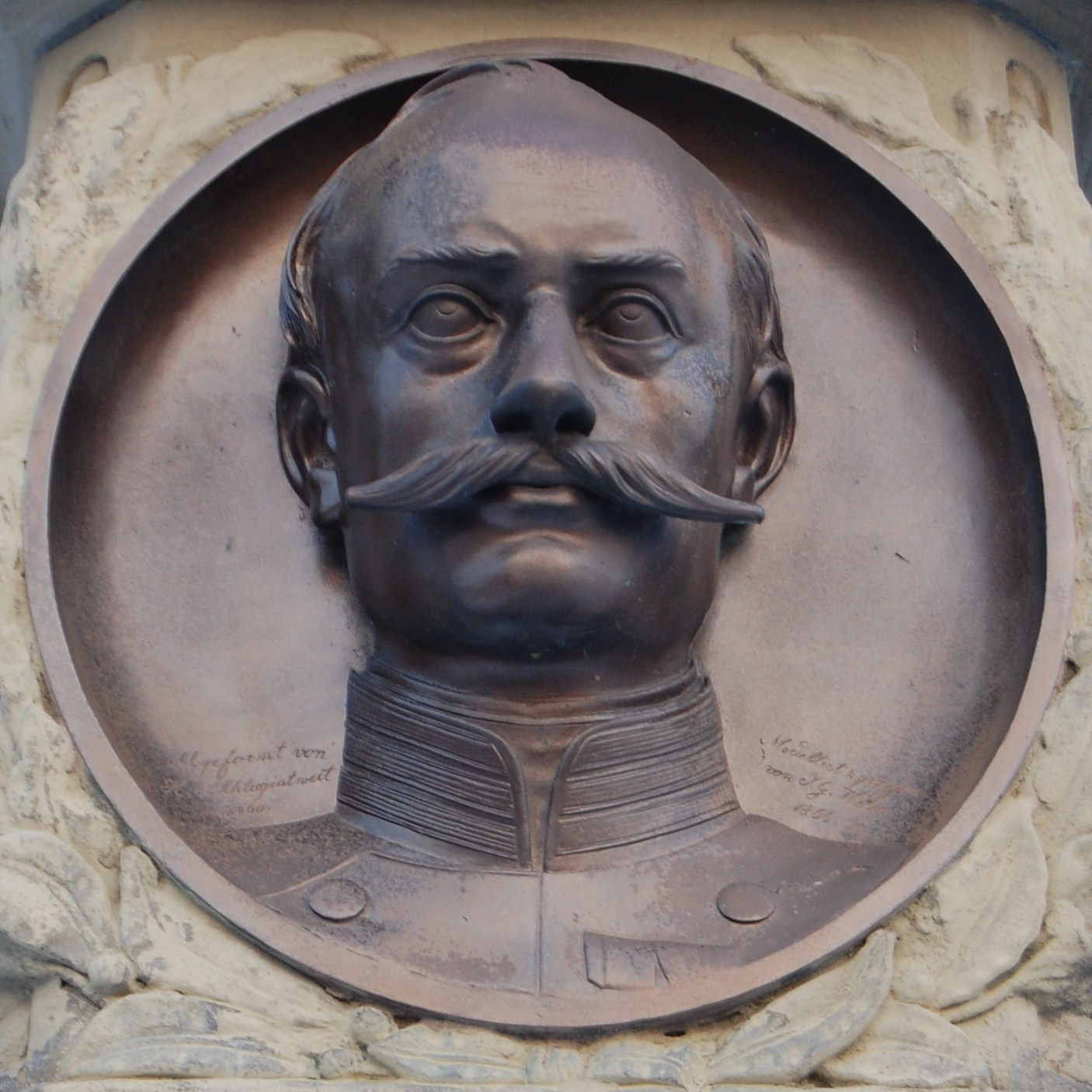
Eduard Schlagintweit

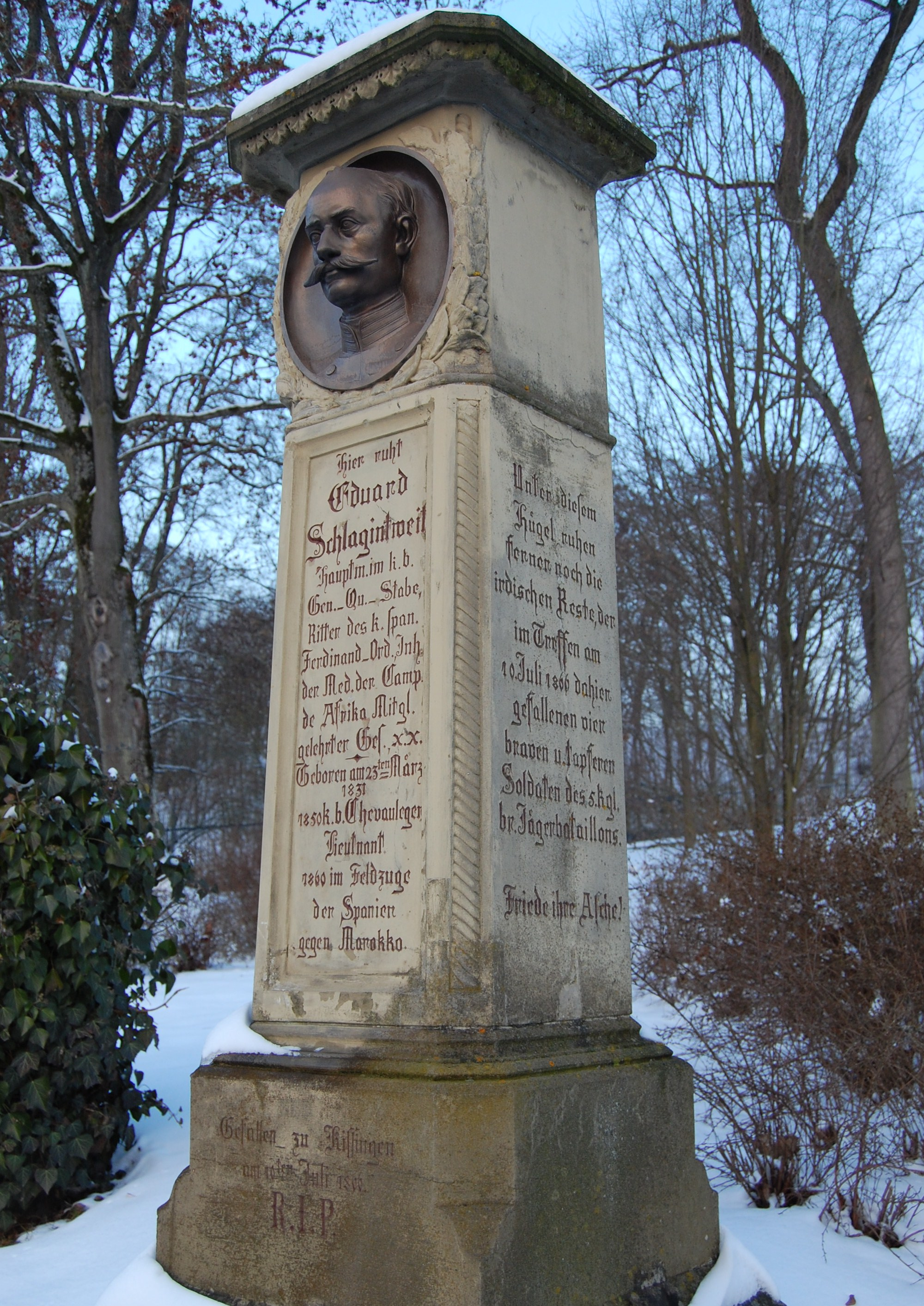
Eduard Schlagintweits Grabmal in Bad Kissingen

Eduard Schlagintweit (* 23. März 1831 in München; † 10. Juli 1866 in Hausen) war ein bayerischer Offizier, Wissenschaftler und Autor.

## Leben
Er war der Sohn des Arztes Joseph Schlagintweit (1791–1854) und der Rosalie Seidel (1805–1839) und der dritte der fünf Gebrüder Schlagintweit, die alle Wissenschaftler und Forschungsreisende wurden. Mit Hermann und Adolph bestieg Eduard während seiner Zeit als Zögling des Kadettenkorps in den Jahren 1846 und 1847 zweimal die Alpen. Auf diesen Reisen sammelte er die Erfahrungen für seine späteren Beobachtungen in Marokko.
Nach seiner Ausbildung im Kadettenkorps trat Schlagintweit in die Bayerische Armee ein und war ab Jahr 1849 zunächst als Unterleutnant, später als Leutnant im 6. Chevauleger-Regiment. Zehn Jahre später nahm er mit Erlaubnis des bayerischen Königs als Oberleutnant am Spanisch-Marokkanischen Krieg 1859/60 im Hauptquartier des Oberbefehlshabers Leopoldo O’Donnell teil, „um zugleich geographische und ethographische Notizen zu sammeln“. Für seine Verdienste wurde er mit dem spanischen Ferdinandsorden und der Medalla de la Campaña de Africa ausgezeichnet. In Marokko machte er von Köpfen der Einwohner Gipsmasken, nahm Messungen vor und machte Fotos. Alle Unterlagen nahm er nach Deutschland zu weiteren Studien mit.
Später ging Schlagintweit nach England und Frankreich, wo er sein häufig zitiertes Werk Der spanisch-marokkanische Krieg in den Jahren 1859 und 1860 schrieb.
Schlagintweit fiel im Deutschen Krieg als Hauptmann im Generalquartiermeisterstab und Adjutant des Generalkommandanten und Generalleutnants Oskar Freiherr von Zoller (1809–1866) in der Schlacht bei Kissingen. Er wurde an Ort und Stelle gemeinsam mit vier ebenfalls gefallenen Soldaten des 5. Jäger-Bataillons in der heutigen Gefallenengedenkstätte für 1866 gegenüber der Oberen Saline in Hausen (heute Ortsteil von Bad Kissingen), begraben. Am 28. November 1866, also vier Monate später, ließ sich König Ludwig II. bei einem Kissingen-Besuch trotz schweren Schneegestöbers das Grab von Hauptmann Schlagintweit zeigen.
Schlagintweit war Mitglied mehrerer gelehrter Gesellschaften.

## Veröffentlichungen (Auswahl)
- 1. Bericht über die spanische Armee in Marokko. 1860.
- Die militairischen Verhältnisse des Kaiserthums Marokko. 2. Bericht. 1860.
- Militärische Skizzen über England und Frankreich. in: Allgemeine Militärzeitung. 1861.
- Der spanisch-marokkanische Krieg in den Jahren 1859 und 1860. 3 Teile. F. A. Brockhaus Verlag. Leipzig 1863. (Online-Ausgabe)
- État militaire de l'empire du Maroc par Edouard Schlagintweit. 1865.